# 越南跳擔棋
越南跳擔棋，是流傳於越南的兩人棋類，兼具跳棋、擔棋的吃法。

越南跳擔棋棋盤

## 棋具
- 棋盤為五橫五豎的橫縱線交叉，另有東南-西北向、西南-東北向的斜線各三條，組成共二十五個棋點。

- 以兩色棋子區分敵我，每方棋子八枚。

## 規則
- 棋子皆放在棋點上。每方五顆棋子放在底橫列上、兩顆棋子放於邊側第二橫列、最後一顆放於最左或右列第三橫列[1]。
  - 任何棋子皆須沿線移動。

- 每回合玩家可用一枚己棋選擇二種行動之一：
  - 跳吃：跳過一枚鄰點的敵方棋落到同方向的緊連空點，並立即將被跳過的敵棋移出棋盤，可繼續用該子連跳吃。跳吃完再獲得一回合。
  - 走子：移動到空鄰點。若以此法移到同線兩敵子中間，則吃掉該雙敵棋。

- 消滅所有敵棋者獲勝[2]。

## 外部連結
- 遊戲影片 （页面存档备份，存于）
- 安卓遊戲下載 （页面存档备份，存于）